# Альбрехт Мекленбургский
Альбрехт Мекленбургский (швед. Albrekt av Mecklenburg; ок. 1340, Мекленбург — 1412, Мекленбург) — король Швеции в 1363—1389 годах, герцог Мекленбургский в 1384—1412 годах под именем Альбрехта III.

## Биография
Был вторым сыном герцога Мекленбургского Альбрехта II и сестры шведского короля Магнуса Эрикссона Евфимии.
В 1363 году по просьбе нескольких стурманов, недовольных совместным правлением короля Магнуса Эрикссона и его сына Хакона, и при поддержке немецких князей вторгся в Швецию. Стокгольм и Кальмар, где проживало значительное число немцев, открыли перед ним свои ворота. В 1364 году на тинге на лугу Муры был провозглашён королём.
Альбрехт был полностью подчинён немцам и зависел от своего отца. Многие крупные лены и замки Швеции, а также высшие должности в стране находились в руках немцев. Народ сильно страдал под немецким игом, поэтому шведское население объединились вокруг Хакона и активно выступило против нового короля. Шведская же знать оказала Альбрехту значительную помощь, вытребовав от него уступки в свою пользу, которые передавали практически всю власть в руки риксрода. Вскоре после провозглашения Альбрехта королём началась гражданская война, продлившаяся восемь лет. На сторону Хакона встал датский король Вальдемар IV Аттердаг, на сторону Альбрехта — ганзейские города и некоторые северогерманские княжества.

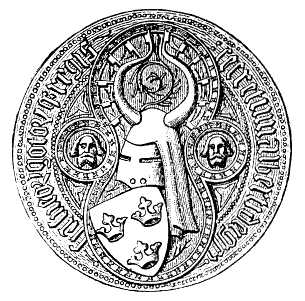
Печать короля Альбрехта Мекленбургского

В 1365 году неподалёку от Энчёпинга Магнус с Хаконом были разбиты, а Магнус ещё и пленён Альбрехтом. В 1371 году Хакон осадив расположенный возле Стокгольма Нормальм, оказался близок к победе. В конце концов, стороны заключили мир, согласно которому Магнус получил свободу. Альбрехт сохранил за собой шведскую корону, однако Вермланд, Даль и некоторые области Вестеръётланда ему не подчинились.
Альбрехт был полность зависим от совета и его самого могущественного члена — Бу Йонссона Грипа.
После смерти Бу Йонссона в 1386 году король попытался восстановить свою власть, стараясь добиться опекунства над вдовой и детьми покойного. Кроме того, он даже планировал конфискацию дворянских земель. Это привело к тому, что те представители знати, которые были назначены Бу Йонссоном душеприказчиками, обратились к королеве Маргарите Датской с просьбой о помощи.
Альбрехт отправился в Германию, где набрал войско из немецких наёмников. Однако в феврале 1389 года его войско потерпело поражение в битве при Фальчёпинге, в ходе которой он вместе с сыном Эриком попал в плен. Между тем в 1394 году его сторонники, так называемые виталийские братья, захватили Готланд и удерживали его вплоть до 1398 года, когда остров был захвачен Тевтонским орденом. В 1395 году Альбрехт с сыном были отпущены на свободу с тем условием, что через три года они либо выплатят значительную сумму, либо передадут Маргарите Стокгольм.
На основании этого договора Маргарита и получила в 1398 году Стокгольм в своё владение. Альбрехт уехал в Мекленбург (герцогом которого он стал ещё в 1384 году после смерти своего брата). В 1408 году Альбрехт и Тевтонский орден в обмен на денежную компенсацию отказались от притязаний на Готланд, и остров был передан первому де-юре королю Кальмарской унии Эрику Померанскому.
Альбрехт умер в 1412 году и был похоронен в Доберанском монастыре в Мекленбурге. 

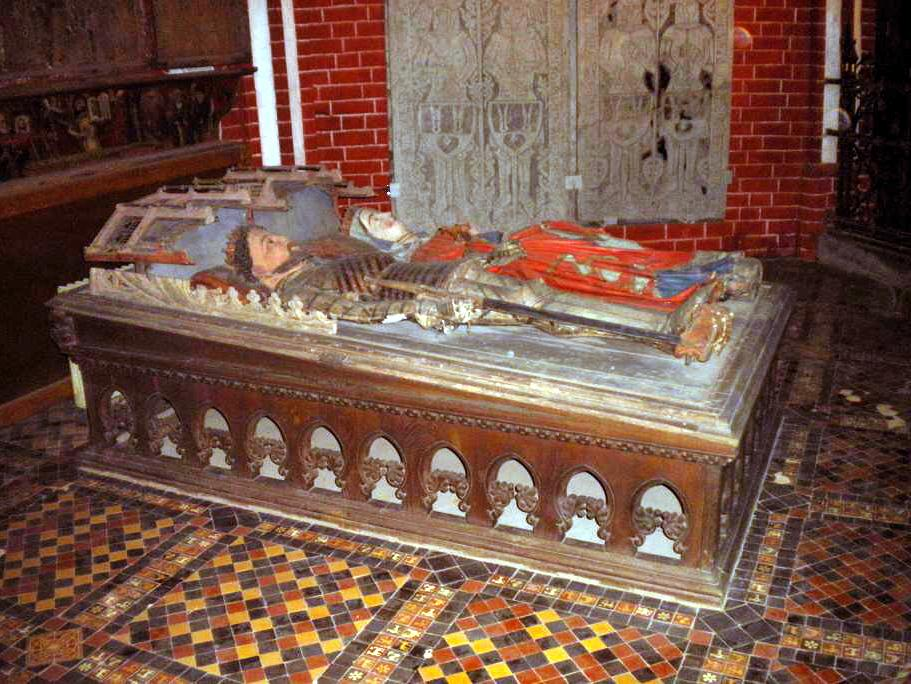
Гробница Альбрехта Мекленбургского в Доберанском монастыре

## Семья и дети
1-я жена: (1359—1377) Рихарда Шверинская (1347—1377). Дети:
- Эрик I, герцог Мекленбурга[4] (1365—1397); также известный как герцог Эрик, наследник трона Швеции[5] и лорд Готланда.
- Рихарда Катарина Мекленбургская (1370/1372—1400); вышла замуж за Иоганна, герцога Гёрлица и курфюрста Бранденбурга.

2-я жена: (1396—1412) Агнесса Брауншвейг-Люнебургская (до 1356 — 1430/1434). Дети:
- Альберт V, герцог Мекленбурга (1397—1423); герцог Мекленбурга и Шверина.